# Jezioro Mistrzewskie
Jezioro Mistrzewskie – jezioro w Polsce, w województwie wielkopolskim, w powiecie gnieźnieńskim, w gminie Kłecko na Pojezierzu Gnieźnieńskim. Położone w pobliżu wsi Owieczki. Przez jezioro przepływa rzeka Mała Wełna, dopływ Wełny.

## Dane morfometryczne
Zwierciadło wody położone jest na wysokości 104,1 metrów n. p. m. Powierzchnia zwierciadła wody wynosi 13,8 ha. Głębokość maksymalna wynosi 8,6 m, głębokość średnia – 3,9 m. Objętość wynosi 538,2 m³.